# Yukiyo Kojima
Yukiyo Kojima (em japonês:  小嶋 由紀代; Tóquio, 10 de dezembro de 1945) é uma ex-jogadora de voleibol do Japão que competiu nos Jogos Olímpicos de 1968.
Em 1968, ela fez parte da equipe japonesa que conquistou a medalha de prata no torneio olímpico, no qual atuou em sete partidas.